# Carmen Llambí
Carmen Llambí, seudónimo de Carmen Llambí Terraza (Buenos Aires, 8 de noviembre de 1911-ibídem, 25 de noviembre de 2004), fue una actriz argentina.

## Biografía
Inició su carrera en 1946 A sangre fría, de Daniel Tinayre, protagonizada por Amelia Bence. Luego realizó varios papeles de apoyo en filmes dirigidos por este director, destacándose en El rufián, La patota y La Mary, con Susana Giménez. Tuvo un rol poético en Rodríguez supernumerario y fue acompañante de grandes figuras como Mirtha Legrand, Julia Sandoval, Mariano Mores y Fernanda Mistral.
En teatro trabajó varios años en la compañía de Paulina Singerman, y junto a Mario y Ricardo Passano actuó en la obra Bendita seas. Entre las obras que participó se encuentran Las aventuras de Tom Sawyer, Sanseacabó, El gato, La novicia rebelde, con Violeta Rivas, y realizó sus últimos trabajos en el medio televisivo en la década de 1980" en ciclos como Cuando es culpable el amor y Vínculos.
La Asociación Argentina de Actores, junto con el Senado de la Nación, le entregó el Premio Podestá a la Trayectoria Honorable en 1999.

## Filmografía
- La Mary (1974)
- Psique y sexo (1965)
- Propiedad (1962)
- El rufián (1961)
- La patota (1960)
- Pájaros de cristal (1955)
- La vendedora de fantasías (1950)
- De padre desconocido (1949)
- Corrientes... calle de ensueños! (1948)
- Pasaporte a Río (1948)
- Rodríguez supernumerario (1948)
- Mirad los lirios del campo (1947)
- Estrellita (1947)
- Corazón (1947)
- A sangre fría (1947)
- Milagro de amor (1946)